# Westfield (Nouvelle-Zélande)
Westfield  est une banlieue de la ville d’Auckland, située dans l’île du Nord de la Nouvelle-Zélande.

## Situation
Elle fut autrefois le site du «Westfield Freezing Works», une partie d’une importante zone industrielle, située près de la ligne de chemin de fer de la ligne principale de l’île du nord (en), qui passe en ce point. 
Les bâtiments furent réformés durant les années 1980 et 1990, libérant ainsi de grandes surfaces de terre, qui purent être redéveloppées comme zones de bureaux. 
Westfield était aussi la localisation de la société : Kempthorne Prosser Limited's (en), une importante installation de la " Westfield Chemical Fertiliser Works", qui fonctionna de 1887 à 1966. 
L’atelier fut démoli en 1970.

## Municipalités limitrophes
Pendant de nombreuses années, l’abattoir, localisé à ce niveau, déversa de grandes quantités de déchets non traités dans le mouillage du Manukau Harbour. 
Ceci avait pour effet des détriments important sur l’écologie du mouillage, qui au tournant du XXe siècle a été néanmoins une zone réputée pour la natation, la navigation à la voile, la pèche et la cueillette des coquillages. 
Pour la plupart de la moitié du XXe siècle, il a persisté un risque notable pour la santé et ses coquillages ont été une source d’empoisonnements alimentaires répétés mais depuis que les usines de congélation ont disparu, la qualité de l’eau s’est nettement améliorée.

## Histoire
Portage road (en) est la localisation de l’une des routes de transport par-dessus terre des canoës entre les deux mouillages d’Auckland et donc ainsi entre l’océan Pacifique et la mer de Tasman, à l’endroit où les Māori pouvaient facilement accoster leurs waka (canoés) et les tirer par-dessus l’isthme de terre jusqu’à l’autre côte, évitant ainsi de se déplacer à la pagaie tout autour de North Cape. 
Cela faisait de ce secteur, une zone d’importance stratégique immense tant durant la période pré-européenne que durant les premiers temps de l’occupation européenne.
En ce point, durant la Deuxième guerre mondiale, il y eut aussi des projets pour créer un canal entre les deux mouillages.
Celui-ci ne fut pas construit mais une réserve de terrains pour un éventuel canal persiste à l’emplacement du canal potentiel entre les berges du fleuve Tamaki et le mouillage de Manukau Harbour, à mi-chemin entre la banlieue de Westfield et la gare de Otahuhu (en).
Il y avait ainsi une grande gare de triage du chemin de fer localisée derrière Manukau Harbour, mais en mars 2017, la gare de Westfield (en) fut fermée de façon permanente du fait du faible trafic. 
La structure : Transports dans Auckland (en) annonça que la gare aurait nécessité des coûts de mise à niveau importants dans l’objectif de la maintenir en fonction,.